# Motta Visconti
Motta Visconti ist eine italienische Gemeinde mit 8190 Einwohnern (Stand 31. Dezember 2023) in der Metropolitanstadt Mailand, Region Lombardei.
Die Nachbarorte von Motta Visconti sind Vigevano (PV), Casorate Primo (PV), Besate, Trovo (PV) und Bereguardo (PV).

## Bevölkerungsentwicklung
Motta Visconti zählt 2814 Privathaushalte. Zwischen 1991 und 2001 stieg die Einwohnerzahl von 5495 auf 6242. Dies entspricht einem prozentualen Zuwachs von 13,6 %.